# Коптілов Віктор Вікторович
Ві́ктор Ві́кторович Копті́лов (3 липня 1930, Київ — 19 лютого 2009, там само) — український мовознавець, перекладач, теоретик перекладу, критик.
Доктор філологічних наук (1972). Професор (1977). Член Національної спілки письменників України (від 1974). Лауреат літературних премій імені Максима Рильського (2000), ім. Миколи Лукаша (2001) та Міжнародної літературної премії ім. Івана Кошелівця (2001).

## Біографічні дані
1954 року закінчив філологічний факультет Київського університету, 1957 року — аспірантуру.
У 1957—1981 роках працював у Київському університеті.
Від 1990 — викладач Національного інституту східних мов і цивілізацій у Парижі та професор Українського Вільного Університету у Мюнхені, Німеччина.
У 1963 році захистив першу в українському перекладознавстві кандидатську дисертацію у галузі історії українського перекладу, а в 1971 році — докторську — першу докторську дисертацію з перекладознавства в Україні.
Помер 19 лютого 2009 року у місті Києві.

## Творчість

### Видані книги
- «У світі крилатих слів» Видавництво «Веселка» (Київ, 1968)
- «Актуальні питання українського художнього перекладу» (1971).
- «Першотвір і переклад. Роздуми і спостереження» (1972).
- «Теорія і практика перекладу» (1982).
- Навчальний посібник «Теорія і практика перекладу» (Київ, 2003).

### Словники
Уклав (у співавторстві з Аллою Коваль) словники:
- «1000 крилатих виразів української літературної мови» (1964).
- «Крилаті вислови в українській літературній мові» (1975).

### Статі і переклади
- Автор статей з прикладної лінгвістики та про мову українських письменників.
- Перекладав з польської, англійської, німецької і французької літератур.
- Переклав твори Анни Зегерс, Волта Вітмена, Владислава Броневського, Адама Міцкевича, Юліуша Словацького, Франсуази Саган і багатьох інших письменників.
- Уклав і видав у Парижі французькою мовою практичний посібник-довідник «Говорімо українською. Мова і культура» (1995), де подав також короткі українсько-французький і французько-український словники.